# Санчо I Ордоньес

Пиренейский полуостров около 910 года

Санчо I Ордоньес (исп. Sancho I Ordóñez; около 895 — 16 августа(?) 929) — король Галисии с 926 года. Старший сын короля Леона Ордоньо II и Эльвиры Менендес, представитель династии Перес.

## Биография
После смерти в 924 году Ордоньо II его королевство перешло не к его сыновьям: Санчо, Альфонсо и Рамиро, а было присоединено к владениям его младшего брата Фруэлы II, который, таким образом, объедининил в своих руках управление тремя королевствами — Леоном, Галисией и Астурией. Когда в 925 году Фруэла II умер, королём стал его сын Альфонсо Фройлас. Однако сыновья Ордоньо II в этом же году подняли мятеж против нового короля, мотивируя свои права на престол тем, что их отец был старшим братом Фруэлы II. Опираясь на поддержку галисийского дворянства, на представительницах знатных семейств которого были женаты Санчо и Рамиро, и духовенства (особенно епископа Сантьяго-де-Компостела Херменгильда), а также на помощь короля Наварры Санчо I Гарсеса, братьям удалось вытеснить Альфонсо Фройласа из Леона.
Санчо отказался от короны в пользу младшего брата Альфонсо, который взошёл на престол под именем Альфонсо IV. В 926 году братья изгнали Альфонсо Фройласа и из Галисии. Королём здесь был провозглашён Санчо I Ордоньес. Его брат Рамиро получил графство Визеу, подчинявшееся верховной власти короля Галисии. Альфонсо Фройлас до самой своей смерти предпринимал безуспешные попытки отвоевать у сыновей Ордоньо II владения своего отца.
Став королём, Санчо I продолжил политику своего отца Ордоньо II на укрепление связей с дворянством и Церковью. Сохранилось несколько хартий, подписанных Санчо и его супругой Готу, в которых королевская чета передавала представителям галисийской знати или получала от них в дар владения и ценности. Ещё больше документов сохранилось о дарениях, сделанных королём монастырям и церквям. Особенно щедрые пожертвования были произведены в пользу Сантьяго-де-Компостела и монастыря Санта-Мария-де-Леон. Хартия в пользу Санта-Мария-де-Леон была дана на генеральном сейме всех трёх королевств, состоявшемся в декабре 927 года в Сарриа, и была подписана также братьями Санчо, Альфонсо IV и Рамиро.
Санчо I Ордоньес был женат (ранее 927 года) на Готу Мониш (Гото Нуньес) (умерла не позднее 1 марта 963 года), дочери знатного галисийского аристократа Муниу Гутерреша и Эльвиры Ариаш, которая была дочерью графа Коимбры Ариаша Мендеша. Брак был бездетным.
Король Санчо I скончался летом 929 года. Новым королём стал его брат Альфонсо IV, который вновь объединил под своей властью Леон, Галисию и Астурию.